# Kottmarsdorf

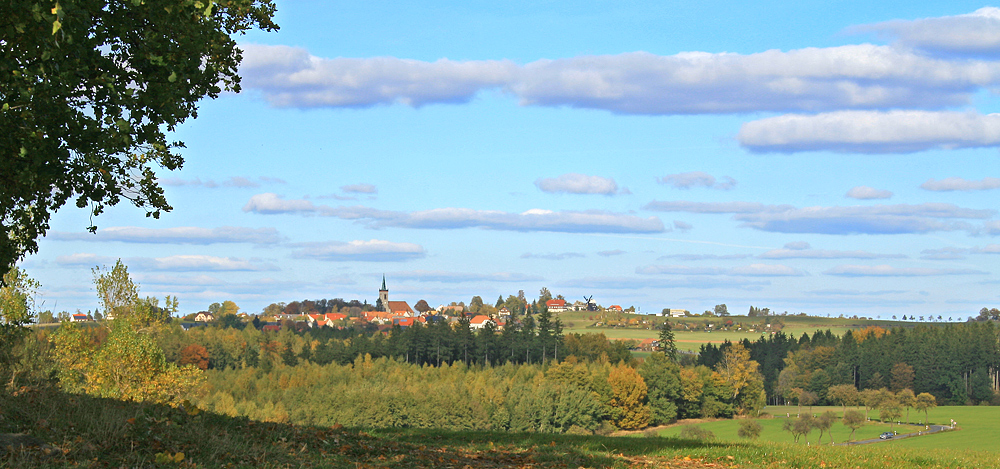
Kottmarsdorf von Ebersbach aus betrachtet

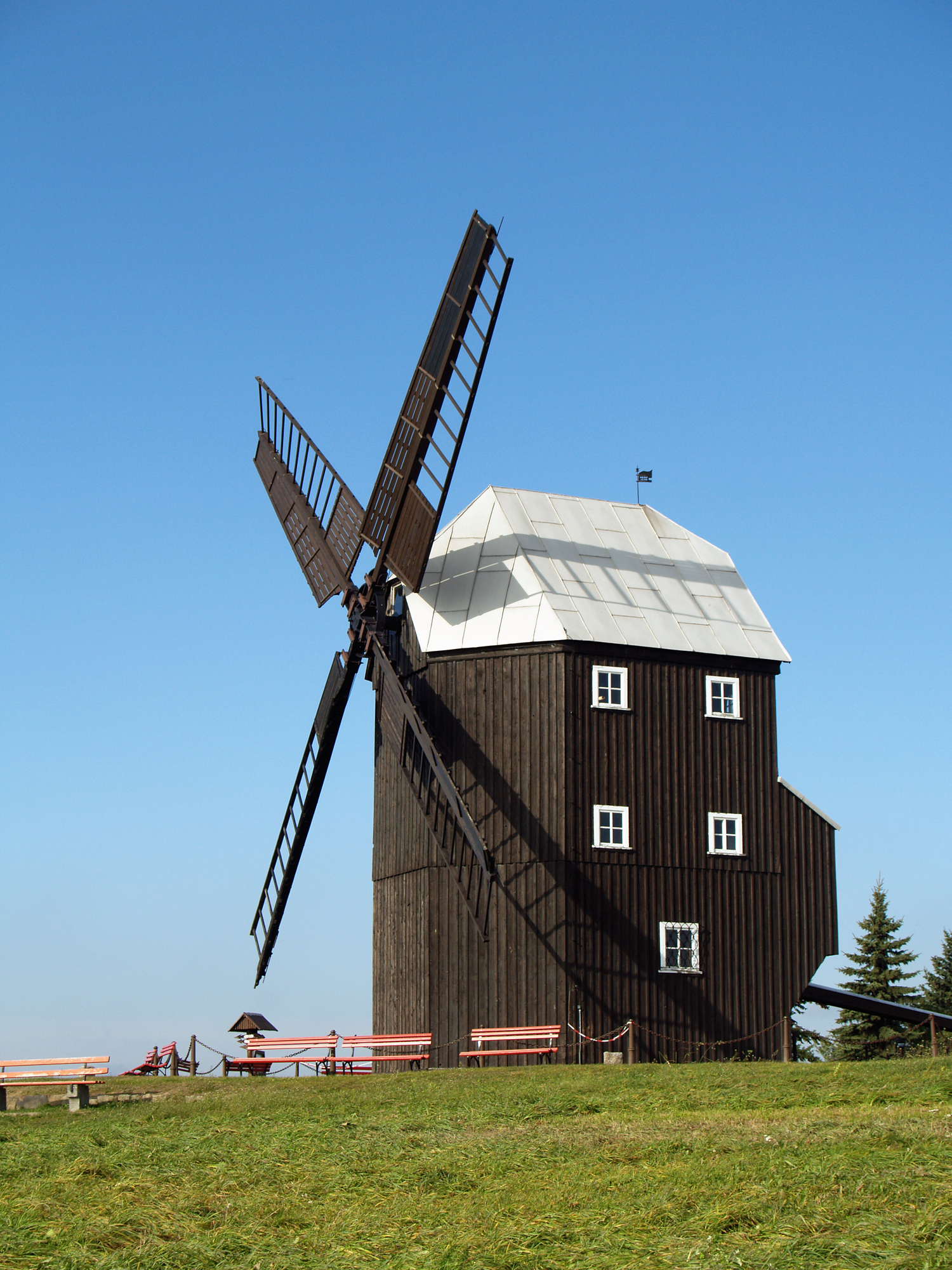
Bockwindmühle Kottmarsdorf

Kottmarsdorf (oberlausitzisch Kutterschdurf; obersorbisch Chotmarjecy) ist ein Ortsteil der Gemeinde Kottmar im Landkreis Görlitz im Südosten Sachsens nahe der Grenze zu Tschechien. Der Name ist zu erklären als Dorf am Kottmar oder des Sorben Chotemer.

## Geographie
Kottmarsdorf liegt direkt an der 1828 erbauten Verbindungsstraße zwischen den Städten Löbau, Neugersdorf und Rumburk. Das Dorf erstreckt sich über den Pfarrberg (435 m); den südlichsten Teil bildet die Tümmelei. Gegen Süden liegt im Tal des Bleichewassers der Kühle Morgen, südwestliche die Harthe und der Raumbusch.

## Geschichte
Am 1. Mai 1306 wurde Kottmarsdorf, vom Typ ein Waldhufendorf, erstmals als „Khotdmersdorpp“ urkundlich erwähnt. Im Jahre 1346 wurde die Kottmarsdorfer Ortskirche erstmals als Tochter der Löbauer Kirche erwähnt. 1550 war Erasmus von Gersdorf Besitzer von Kottmarsdorf. Das Jahr 1585 ging als großes Pestjahr in die Geschichte ein. Weitere Unglücksjahre waren 1607, als erneut die Pest ausbrach (70 Einwohner starben in Kottmarsdorf), 1617, als eine große Hungersnot den Ort heimsuchte und 1633, als wieder die Pest im Dorf ausbrach; die Leichen wurden nachts ohne jegliche Zeremonie auf dem Friedhof oder daheim begraben.
Seit dem 1. Januar 1999 ist der ursprünglich eigenständige Ort Kottmarsdorf ein Ortsteil der Gemeinde Obercunnersdorf. Seit dem 1. Januar 2013 gehört Kottmarsdorf zur Gemeinde Kottmar.

### Ortsnamenformen
1306: „Khotdemersdorpp“, „Khotemersdorff“, 1419: „Cotmerßdorff“, 1430: „Kottemersdorff“, 1442: „Kotmarsdorff“, 1564: „Kuttmarsdorff“, 1657: „Cottmarsdorff“, 1768: „Kottmarsdorf“

### Verwaltungszugehörigkeit
1777: Bautzener Kreis, 1843: Landgerichtsbezirk Löbau, 1856: Gerichtsamt Löbau, 1875: Amtshauptmannschaft Löbau, 1952: Kreis Löbau, 1994: Landkreis Löbau-Zittau, 2008: Landkreis Görlitz

### Einwohnerentwicklung
| Jahr             | Einwohner                                 |
| 1777             | 18 besessene Mann, 15 Gärtner, 36 Häusler |
| 1834             | 811                                       |
| 1871             | 1.057                                     |
| 1890             | 977                                       |
| 1910             | 892                                       |
| 1925             | 895                                       |
| 1939             | 863                                       |
| 1946             | 926                                       |
| 1950             | 1.045                                     |
| 1964             | 933                                       |
| 1990             | 643                                       |
| 2013 (28. Febr.) | 532                                       |

## Vereine
Natur- und Heimatfreunde Kottmarsdorf e. V., Volkskunstgruppe Kottmarsdorf e. V., Friseurmuseum e. V., Turnverein Kottmarsdorf e. V., Kleingartenverein Kottmarsdorf e. V.

## Sehenswürdigkeiten

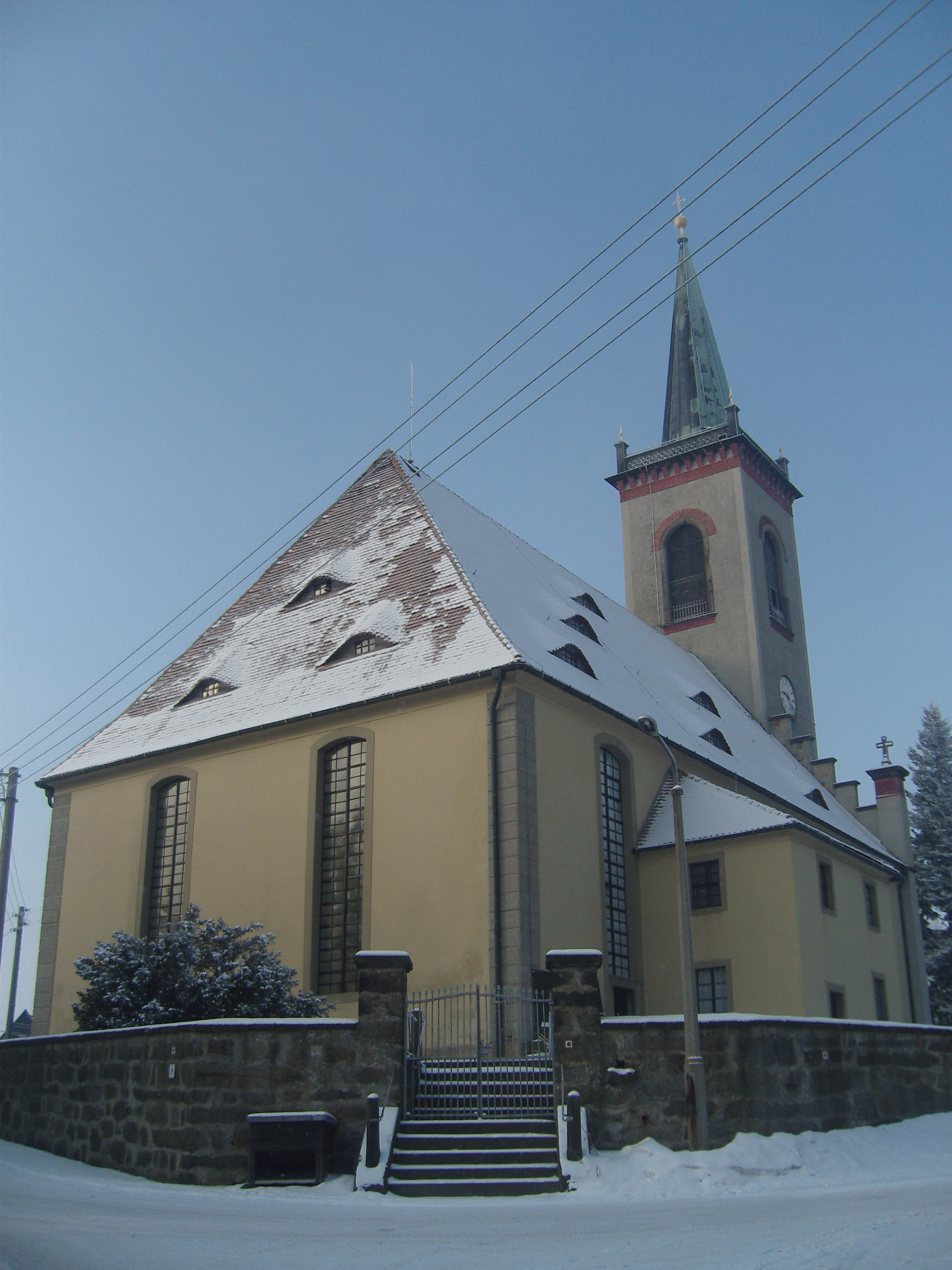
Kirche

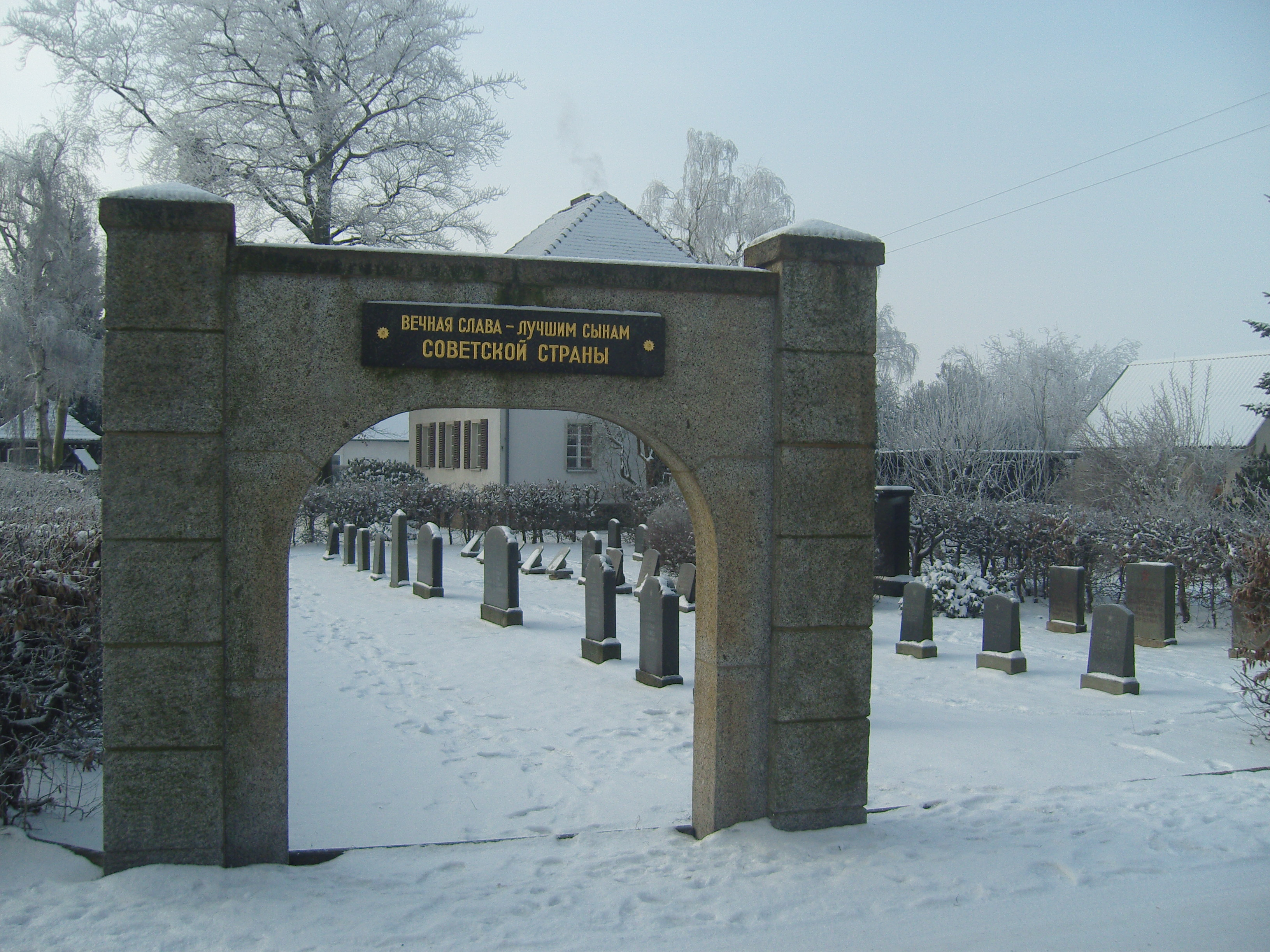
Eingang zum Sowjetischen Friedhof

- Funktionstüchtige, denkmalgeschützte Kottmarsdorfer Bockwindmühle (1843 auf dem 435 m hohen Pfarrberg erbaut und bis 1943 in Betrieb)
- Barocke Kirche Kottmarsdorf (erstmals 1346 in einer Urkunde erwähnt und in ihrer heutigen Form 1736 erbaut, 1854 um einen 50 m hohen Kirchturm erweitert)
- Ehrenfriedhof für gefallene russische Soldaten an der Hauptstraße[4]
- Friseurmuseum (eröffnet am 11. November 2000), mittlerweile geschlossen
- Heimatmuseum im Mühlenhaus (Heimatstube mit wechselnden Ausstellungen)

## Sohn des Ortes
- Walter Zschunke (1913–1985), Maler und Grafiker